# 早坂吝
早坂吝（日语：／ Hayasaka Yabusaka，1988年—），是一名日本推理小说作家，出生于大阪府，毕业于京都大学文学部，2014年凭借《○○○○○○○○殺人事件》获得梅菲斯特獎。

## 生平
早坂吝在中小学时读过阿加莎·克里斯蒂，在高中时读过绫辻行人，而在大学时读过艾勒里·昆恩和麻耶雄嵩。他在2014年凭借《○○○○○○○○殺人事件》获得第50届梅菲斯特奖并出道，小说的标题成为了流行的话题。处女作之后的上木荔枝（日語：上木らいち）系列具有在推理和诡计中运用性元素的特征，然而在他的其他作品中通常会竭尽全力排除这些因素，并关注无人机和人工智能这些最尖端的主题。在出版文库本的时候大幅度改稿的情况很多，例如《○○○○○○○○殺人事件》的文库版比长篇小说版增加了一个杀人事件。

## 获得荣誉
- 《○○○○○○○○殺人事件》：2014年第五十届梅菲斯特獎
- 《谁也不能审判我》（日語：『誰も僕を裁けない』）：2017年第十七届本格推理大獎候補[2]

## 作品列表

### 单独创作
援交偵探上木荔枝系列
- 《〇〇〇〇〇〇〇〇殺人事件》

（2014年9月 講談社ノベルス / 2017年4月 講談社文庫）
- 《彩虹牙刷 上木荔枝发散》

（2015年2月  / 2017年9月 講談社文庫）
- 《谁也不能审判我》

（2016年3月  / 2018年7月 講談社文庫）
- 《双蛇密室》

（2017年4月  / 2019年6月 講談社文庫）
- 《梅勒德蒙的战栗》

（2018年9月 ）
偵探AI系列
- 侦探AI（（侦探AI·相以的真实深度学习）（2018年5月 新潮文庫nex，『yom yom』2017年6月号～2018年2月号連載的『人工知能探偵AIのリアル・ディープラーニング』的修改稿） / 2020年10月 新星出版社）
- 犯人IA（ （犯人IA·以相的智能增强 侦探AI 2）

 / 2020年12月 新星出版社）
- 四元馆事件（  / 2022年4月出版 新星出版社）
- VR浮游馆之谜（ 

#### 其他
- RPGスクール（2015年8月 講談社ノベルス）
- 无人机侦探（（ / 2019年 99读书人黑猫文库（出品）人民文学出版社（出版））
- 殺人犯 対 殺人鬼（2019年5月 光文社 / 2022年5月 光文社文庫）『ジャーロ』2017年冬号～2018年冬号連載

### 合集
- Day to Day（2021年3月 講談社）※エッセイ、無題 tree 連載企画『Day to Day』5月19日掲載

### 雜誌刊登
- （集英社『小説すばる』2017年5月号）
- （光文社『小説宝石』2019年6月号）
- （ 2019年5月～）